# Ampelisca massiliensis
Ampelisca massiliensis är en kräftdjursart. Ampelisca massiliensis ingår i släktet Ampelisca och familjen Ampeliscidae. Inga underarter finns listade i Catalogue of Life.